# Pierre Jaccoud
Pierre Jaccoud (Genebra, 24 de novembro de 1905 — 4 de julho de 1996) foi um advogado e político suíço, suposta vítima de um erro judicial. A decisão do caso Jaccoud, conhecido como "L'affaire Poupette", foi uma das mais controversas decisões judiciais da Suíça, "un des dossiers les plus troublants, énigmatiques qui les plus jamais aient défrayé judiciaire de la chronique la Suisse " (um dos casos das mais perturbadores, enigmáticos do noticiário judicial suíço). Gerhard Mauz, periodista alemão conhecido, considerou o caso como um segundo caso Dreyfus.

## Vida
Jaccoud foi um conhecido advogado na cidade de Genebra. Ele começou trabalhar no escritório de seu pai e, mais tarde, se converteu num parceiro da empresa. Jaccoud foi de 1953 a 1954 presidente da câmara dos advogados de Genebra. Entre outras coisas, ele representava Ali Khan como advogado durante seu divórcio de Rita Hayworth, e foi um advogado de numerosas empresas estrangeiras na Suíça. Jaccoud foi também um membro do Grande Conselho de Genebra e titular de posições políticas significativas. Jaccoud era casado e teve duas filhas e um filho.

## O crime

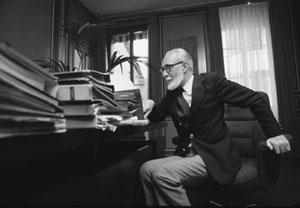

L’affaire Poupette foi um escândalo judicial suíço na década de 1960. Em maio de 1958, o comerciante de máquinas agrícolas Charles Zumbach foi assassinado brutalmente no vilarejo de Plan-les-Ouates. Ao retornar para casa, a esposa do comerciante ouviu o marido gritando por socorro. Em seguida ouviu quatro tiros e gritos. Pouco tempo depois, um homem veio em sua direção e a perseguiu até o jardim onde foi alvejada no ombro. O autor voltou a Charles Zumbach, e assassinou a vítima agonizante com alguns golpes de faca antes de ir embora em uma bicicleta. A esposa sobreviveu ao atentado, mas não conseguiu lembrar-se do autor da infracção Zumbach era dono, em Plan-les-Ouates, de um negócio de máquinas agrícolas, mas sua casa também era sede de uma gangue de criminosos internacionais e traficantes de armas liderada por um francês chamado Reymond.
Ouvido pela polícia na mesma noite do crime, o filho do assassinado Zumbach, André, que era produtor da Rádio Genebra, declarou ter recebido dois telefonemas na rádio, mas o interlocutor desligava quando André respondia ao telefone. André Zumbach suspeitou que a pessoa que telefonava queria garantir-se de que André não estava com seus pais. Ao ser perguntado se tinha algum suspeito para estas ligações, o filho do comerciante respondeu: Pierre Jaccoud.

## A acusação
Jaccoud possuía excelente reputação na cidade, havia defendido causas importantes, vivia em família com mulher e filhos e fazia parte da elite suíça. Todos estes fatos o tornavam um suspeito impensável. No entanto, Jaccoud possuía uma amante há oito anos, Linda Baud, de 38 anos, e esta trabalhava na mesma Rádio Genebra que o filho do comerciante assassinado, André Zumbach. André havia iniciado um romance com a amante de Jaccoud, o que o deixou enfurecido e histérico de ciúmes. Segundo André, Jaccoud enviou diversas cartas anônimas com fotos da amante nua. Linda confirmou as informações de André, afirmando que Jaccoud a forçara a fazer as fotos e que lhe escrevera muitas cartas desesperadas para convencê-la a voltar.
A polícia então passou a efectivamente suspeitar de Jaccoud e concluiu que a motivação para a invasão fora uma tentativa de recuperar as fotos de Linda. A polícia vasculhou a casa de Jaccoud, que estava em viagem de negócios, e encontrou duas pistolas, sangue em uma jaqueta, na bicicleta de Jaccoud, e em uma faca marroquina, e ainda percebeu um botão faltante em um casaco de chuva, similar ao botão encontrado na casa da vítima.
O tipo sanguíneo da vítima era o mesmo de Pierre Jaccoud, grupo O. O professor François Naville, que conduziu a autópsia, não viu necessidade em se aprofundar no assunto ou guardar as amostras.

## A prisão
Ao retornar de uma viagem, em junho de 1958, Jaccoud foi preso. Passou 19 meses em um hospital penitenciário, onde, devido ao choque e trauma da prisão, transformou-se em um homem abatido e débil.

## O processo
Em janeiro de 1960 foi a julgamento perante um júri, em Genebra, no qual foi condenado a sete anos de prisão. Os jurados decidiram em apenas três horas. Para a imprensa de Paris, o suíço Jaccoud fora uma vítima do calvinismo e da moralidade suíça. Em 1980, o último pedido de revisão de Jaccouds foi julgado improcedente.
No Brasil, o processo e o julgamento de Jaccoud foram relatados numa série de reportagens no jornal A Tribuna da Imprensa pelo jornalista Carlos Lacerda, que acompanhou o julgamento em Genebra. Essas reportagens foram editadas no livro "Paixão e Crime", de Carlos Lacerda, publicado em 1965 pela editora Nova Fronteira.

## Controvérsia
De acordo com o médico Hans Martin Sutermeister, o caso foi um erro judicial, cujas principais falhas foram a falta de provas conclusivas e defeituosa pesquisa forense. O sangue não fora devidamente analisado. As cartas apresentadas não continham a grafia ou a assinatura de Jaccoud.
A desproporção entre tempo de pena e a gravidade do crime reforça a tese de que na ocasião do julgamento ainda pairava a dúvida com relação à culpabilidade ao réu.